# Thievy Bifouma
Thievy Guivane Bifouma Koulossa (Saint Denis, 13 de mayo de 1992) es un futbolista francés nacionalizado congoleño. Juega como delantero y su equipo es el Persepolis F. C. de la Iran Pro League.

## Trayectoria
Inició su carrera en el Racing Club de Estrasburgo, debutando testimonialmente con el primer equipo, en Championnat National, la temporada 2009/10. En el verano de 2010, tras participar en el Draft Blanc i Blau, el R. C. D. Espanyol se hizo con sus servicios.
En su primera temporada como blanquiazul empezó jugando con el equipo Juvenil A en la División de Honor de la categoría, aunque su progresión le ha hecho ascender, esta misma temporada, al filial de Tercera División, e incluso ha tenido la oportunidad de debutar con el primer equipo. El 13 de marzo de 2011, el técnico Mauricio Pochettino le hizo saltar al césped de Cornellà-El Prat para jugar los tres últimos minutos del partido ante el Deportivo de La Coruña, correspondiente a la 28.ª jornada de Primera División. El Espanyol ganó ese partido por 2-0 con goles de Iván Alonso y Joan Verdú.
El 31 de agosto de 2012 se conoció que la temporada 2012/13 jugaría cedido en la U. D. Las Palmas en la segunda española, donde rindió a un muy buen nivel, contribuyendo a clasificar al equipo insular para los play-offs de ascenso a Primera División y anotando un total de 13 goles en 44 partidos de liga, copa y play-offs. En el verano de 2013 se reincorpora al equipo españolista con el que renovó su contrato hasta 2017.
En la temporada 2013-14 dispone pocos minutos de juego aunque aporta tres goles. Hacia el final de la primera vuelta deja de jugar y muestra tiene problemas de disciplina que hacen que el club lo aparte. Finalmente en enero es cedido con opción de compra al West Bromwich Albion inglés. En verano de 2014 vuelve a hacer la pretemporada con el RCD Espanyol, pero el 13 de agosto vuelve a ser cedido esta vez al U. D. Almería.
En el verano de 2015 no se presenta a la pretemporada con el Espanyol siendo, una vez más, expedientado por ello. Finalmente en agosto se oficializa su cesión con opción de compra al Granada C. F. Sin embargo tampoco cuaja en el club nazarí y en enero afronta su quinta cesión consecutiva esta vez al Reims francés.
En junio de 2016 volvió para hacer la pretemporada con el Espanyol, pero el 28 de julio fue traspasado al S. C. Bastia de la Ligue 1 francesa. En enero de 2017 vuelve a rescindir un contrato y se incorpora al Osmanlıspor F. K. de la Superliga de Turquía.

## Selección
Ha participado en las categorías inferiores de la selección francesa, pero en julio de 2014 acudió a la convocatoria de la selección de fútbol del Congo.

## Clubes
Actualizado al último partido jugado el 2 de diciembre de 2024.
| Club                                | País       | Año       | PJ (goles) |
| ----------------------------------- | ---------- | --------- | ---------- |
| R. C. D. Espanyol                   | España     | 2010-2012 | 25 (1)     |
| U. D. Las Palmas (cesión)           | España     | 2012-2013 | 44 (14)    |
| R. C. D. Espanyol                   | España     | 2013-2014 | 14 (3)     |
| West Bromwich Albion F. C. (cesión) | Inglaterra | 2014      | 6 (2)      |
| U. D. Almería (cesión)              | España     | 2014-2015 | 30 (4)     |
| Granada C. F. (cesión)              | España     | 2015-2016 | 8 (0)      |
| Stade de Reims (cesión)             | Francia    | 2016      | 14 (4)     |
| S. C. Bastia                        | Francia    | 2016-2017 | 15 (2)     |
| Osmanlıspor F. K.                   | Turquía    | 2017      | 22 (1)     |
| Sivasspor                           | Turquía    | 2017-2018 | 30 (6)     |
| Ankaragücü                          | Turquía    | 2018-2019 | 13 (1)     |
| Yeni Malatyaspor                    | Turquía    | 2019-2020 | 41 (8)     |
| Shenzhen F. C.                      | China      | 2020-2022 | 10 (0)     |
| Heilongjiang Lava Spring (cesión)   | China      | 2021      |            |
| Bursaspor                           | Turquía    | 2022      | 10 (1)     |
| O. F. I. Creta                      | Grecia     | 2022-2023 | 11 (0)     |
| Kifisia F. C.                       | Grecia     | 2023-2024 | 31 (2)     |
| Esteghlal Khuzestan F. C.           | Irán       | 2024-2025 | 10 (3)     |
| Persepolis F. C.                    | Irán       | 2025-     |            |